# Cha Hwa-yeon
Cha Hak-kyung (en hangul, 차학경; 27 de diciembre de 1960), más conocida artísticamente como Cha Hwa-yeon (hangul: 차화연), es una actriz surcoreana.

## Carrera
Ees miembro de la agencia Hunus Entertainment (후너스엔터테인먼트). Previamente formpo parte de la agencia "Imagine Asia (이매진아시아) en el 2018.
Debutó en 1978 y se hizo más conocida como la heroína del drama Love and Ambition, Kim Mi-ja en 1987, un personaje que se convirtió en un icono para las mujeres coreanas de esa época. Pero se retiró un año más tarde, después de casarse, en 1988.
Volvió a actuar veinte años más tarde en 2008, con  Aeja's Older Sister, Minja.
En marzo de 2018 firmó con su nueva agencia de gestión Imagine Asia.
El 28 de marzo del 2020 se unió al elenco principal de la serie I've Returned After One Marriage (también conocida como "I’ve Been There Once"), donde interpretó a Jang Ok-boon, la esposa de Song Young-dal (Chun Ho-jin) y matriarca de la familia, hasta el final de la serie el 13 de septiembre del mismo año.

## Filmografía

### Series de televisión
*lista parcial
| Año     | Título                                       | Rol                                            | Red  | Ref.          |
| ------- | -------------------------------------------- | ---------------------------------------------- | ---- | ------------- |
| 1986    | Her Portrait                                 | Hee-jae                                        | KBS2 |               |
| 1987    | Love and Ambition                            | Kim Mi-ja                                      | MBC  |               |
| 2008    | Aeja's Older Sister, Minja                   | Joo Min-ja                                     | SBS  |               |
| 2009    | City Hall                                    | Jo Yong-hee                                    | SBS  |               |
| 2009    | Temptation of an Angel                       | Jo Kyung-hee                                   | SBS  |               |
| 2010    | Jejungwon                                    | Im Jo-si                                       | SBS  |               |
| 2010    | I Am Legend                                  | Mrs. Hong                                      | SBS  |               |
| 2010    | Sunday Drama Theater "Lunch Box"             | Park Sook-ja                                   | MBC  |               |
| 2011    | My Princess                                  | diseñadora de modas (cameo)                    | MBC  |               |
| 2011    | The Thorn Birds                              | Yoon Myung-ja/Lee Ae-rin                       | KBS2 | [ 7 ]         |
| 2011    | Protect the Boss                             | Shin Sook-hee                                  | SBS  | [ 8 ]         |
| 2011    | A Thousand Kisses                            | Yoo Ji-sun                                     | MBC  |               |
| 2011    | Pianissimo                                   | TrendE                                         |      |               |
| 2011    | You're Here, You're Here, You're Really Here | Jeon Mi-ok                                     | MBN  |               |
| 2012    | Man from the Equator                         | Ma Hee-jung                                    | KBS2 |               |
| 2012    | The Wedding Scheme                           | So Doo-ryun                                    | tvN  |               |
| 2012    | A Gentleman's Dignity                        | madre de Seo Yi-soo (cameo, episodios 16 y 19) | SBS  |               |
| 2012    | Five Fingers                                 | Na Gye-hwa                                     | SBS  |               |
| 2012    | Missing You                                  | Kang Hyun-joo                                  | MBC  |               |
| 2013    | A Hundred Year Legacy                        | Baek Seol-joo                                  | MBC  |               |
| 2013    | King of Ambition                             | Baek Ji-mi                                     | SBS  | [ 9 ]         |
| 2013    | Flower of Revenge                            | Min Hwa-young                                  | jTBC |               |
| 2013    | Give Love Away                               | Hong Soon-ae                                   | MBC  |               |
| 2013    | The King's Daughter, Soo Baek-hyang          | Do-rim                                         | MBC  |               |
| 2014    | Big Man                                      | Choi Yoon-jung                                 | KBS2 |               |
| 2014    | Make Your Wish                               | Shin Hye-ran                                   | MBC  |               |
| 2014    | It's Okay, That's Love                       | Ok-ja                                          | SBS  | [ 10 ]        |
| 2014    | My Secret Hotel                              | (cameo)                                        | tvN  |               |
| 2014    | Family Secrets                               | Jin Joo-ran                                    | tvN  |               |
| 2015    | My Mom                                       | Yoon Jung-ae                                   | MBC  | [ 11 ]        |
| 2017    | Hospital Ship                                | Oh Hye-jung (Ep. 1-2)                          | MBC  |               |
| 2020    | I've Returned After One Marriage             | Jang Ok-boon                                   | KBS2 |               |
| 2020    | Run On                                       | Yook Ji-woo                                    | JTBC |               |
| 2021-22 | Now, We Are Breaking Up                      | Min Hye-ok                                     | SBS  | [ 12 ]        |
| 2023    | Divorce Attorney Shin                        | Ma Geum-hee                                    | jTBC | [ 13 ]        |
| 2023    | The Real Has Come!                           | Lee In-ok                                      | KBS2 | [ 14 ]        |
| 2024    | Beauty and Mr. Romantic                      | Baek Mi-ja                                     | KBS2 | [ 15 ] [ 16 ] |
| 2024-25 | Who Is She                                   | Kim Ae-sim                                     | KBS2 | [ 17 ] [ 18 ] |

### Cine
| Año  | Título                        | Rol                            |
| ---- | ----------------------------- | ------------------------------ |
| 1981 | Thoughts on Capitalism        |                                |
| 1982 | Choi In-ho's Evening Color    |                                |
| 1983 | The Sparrow and the Scarecrow | Ok-boon                        |
| 1985 | Cicada Singing in the City    |                                |
| 1987 | A Long Journey, A Long Tunnel | (cameo)                        |
| 2009 | White Night                   | Seo Hae-yeong                  |
| 2011 | Sunday Punch                  | Soon-young                     |
| 2012 | Never Ending Story            | madre de Oh Song-kyung (cameo) |

## Premios y nominaciones
| Año  | Premio                    | Categoría                                    | Nominación                       | Resultado | Ref.   |
| ---- | ------------------------- | -------------------------------------------- | -------------------------------- | --------- | ------ |
| 1978 | Miss Lotte Pageant        | Winner                                       | [NA]: {{{1}}}                    | Ganadora  |        |
| 1987 | 23rd Baeksang Arts Awards | actriz más popular (TV)                      | Love and Ambition                | Ganadora  |        |
| 1987 | MBC Drama Awards          | premio a la excelencia, actriz               | Love and Ambition                | Ganadora  |        |
| 2009 | SBS Drama Awards          | mejor actriz de reparto                      | Temptation of an Angel           | Ganadora  | [ 20 ] |
| 2011 | MBC Drama Awards          | Golden Acting Award, Actriz de drama         | A Thousand Kisses                | Ganadora  | [ 21 ] |
| 2013 | MBC Drama Awards          | Golden Acting Award, Actriz                  | Give Love Away                   | Ganadora  | [ 22 ] |
| 2015 | MBC Drama Awards          | premio excelencia, Actriz de drama           | My Mom                           | Ganadora  |        |
| 2018 | KBS Drama Awards          | Top Excellence Award, Actress                | My Only One                      | Ganadora  | [ 23 ] |
| 2018 | KBS Drama Awards          | Excellence Award, Actor in a Serial Drama    | My Only One                      | Nominada  |        |
| 2020 | 34th KBS Drama Awards     | Excellence Award – Long Drama (Best Actress) | I've Returned After One Marriage | Nominada  |        |